# 1036
1036 (MXXXVI) je bilo prestopno leto, ki se je po julijanskem koledarju začelo na četrtek.

## Dogodki
- Alfred Aetheling, sin angleškega kralja Ethelreda, se po Knutovi smrti v upanju, da bi prevzel angleško krono, vrne v Anglijo, vendar je izdan, oslepljen in nekaj dni kasneje umre.
- Britonski Cornwall je priključen Angliji.
- Mladi papež Benedikt IX. je zaradi obtožb razuzdanosti in moralne pokvarjenosti prvič izgnan iz Rima. Še istega leta se vrne s pomočjo rimsko-nemškega cesarja Konrada II.
- Kitajska: tangutski učenjak razvije pismenke za pisanje v tangutščini. Delo opravi po naročilu separatističnega vojskovodje Li Yuanhaa, bodočega cesarja tangutske Zahodne Xie. 1038 ↔
- Japonska: umrlega japonskega cesarja Go-Ičija nasledi mlajši brat Go-Suzaku, 69. japonski cesar po seznamu.

## Rojstva
- Sančo II., kastiljski kralj († 1072)

## Smrti
- 5. februar - Alfred Aetheling, pretendent za kralja Anglije, hiša Wessex
- 15. maj - cesar Go-Ičijo, 68. japonski cesar (* 1008)
- 13. junij - Ali az-Zahir, fatimidski kalif v Egiptu (* 1005)
- 25. avgust - Pilgrim, kölnski nadškof in nadkancler Italije
- Abu Nasr Mansur ibn Ali ibn Irak, arabski matematik (* 970)
- Hišam II., kordobski kalif